# Phare arrière de Deepwater Point

Le phare arrière de Deepwater Point (en anglais : Deepwater Point Range Rear Light) est un phare servant de feu d'alignement arrière situé à l'embouchure du fleuve Delaware, au sud du pont du Memorial Delaware dans le comté de New Castle, Delaware.

## Historique
Le feu d'alignement arrière actuel a remplacé l'ancien, construit en 1876, devenu obsolète après la construction du pont du Memorial Dalaware en 1951.

Il fonctionne conjointement avec le feu d'alignement avant qui émet, à une hauteur focale de 12,5 m un éclat vert (nuit) et blanc (jour) d'une seconde toutes les 2 secondes.

## Description
Le phare  est une tour métallique à claire-voie de 28 m de haut, posée sur une plateforme métallique de couleur jaune. 
Il émet, à une hauteur focale de 27 m, une lumière continue blanche le jour et verte la nuit. Il émet aussi, à une hauteur focale de 12,5 m un feu de croisement blanc émettant un flash toutes les 4 secondes. Sa portée est de 6 milles nautiques (environ 11 km).
Identifiant : ARLHS : USA-219 ; USCG : 2-2910 et 2-2912 ; Amirauté : J1308.1.

### Lien connexe
- Liste des phares du Delaware